# Istanbul Waste Power Plant
Мусоросжигательный завод Стамбула (тур. İBB Atık Yakma ve Enerji Ürestim Tesisi) основан на энергетической утилизации отходов путём их сжигания. Расположен в районе Эюп. Это первый в Турции мусоросжигательный завод. Сжигание происходит в трёх печах, каждая расчитаная на приём 1000 тонн, при температуре около 850−1100 °C.

## Обзор
Мусоросжигательный завод был построен консорциуме с японской Hitachi Zosen Inova и турецкой Makyol. Строительство началось 16 сентября 2017 года. Запущен 26 ноября 2021 года. Завод принадлежит Istanbul Metropolitan Municipality (İBB) и эксплуатируется İstanbul Environmental Management Co. (İSTAÇ), подразделением Metropolitan Municipality.

## Характеристики
Завод способен сжигать ежедневно около 3000 тонн мусора, что составляет около 15% от выбрасываемых бытовых отходов в Стамбуле. Сжигание происходит в трёх печах, каждая расчитаная на приём 1000 тонн, при температуре около 850−1100 °C. Завод может выдавать 78 МВт электроэнергии и 175 МВт тепловой энергии. Вырабатываемая электроэнергия эквивалента нуждам 1,4 млн. человек. Сокращение выбросов парниковых газов может быть достигнуто в размере 1,38 млн. тонн, что сопоставимо с объёмом выхлопных газов около 700 000 автомобилей. На электростанции работают 90 человек. Завод экономит территорию полигона для хранения отходов площадью 100 га (250 акров).